# Tomasz Lech Stańczyk
Tomasz Lech Stańczyk (ur. 10 września 1952 w Ostrowcu Świętokrzyskim) – polski inżynier, profesor nauk technicznych, od 2010 do 2015 prezes Kieleckiego Towarzystwa Naukowego, w kadencji 2016–2020 dziekan Wydziału Mechatroniki i Budowy Maszyn Politechniki Świętokrzyskiej.

## Życiorys
Absolwent Liceum Ogólnokształcącego nr II im. Joachima Chreptowicza w Ostrowcu Świętokrzyskim (1971). W 1976 ukończył studia na Wydziale Samochodów i Maszyn Roboczych Politechniki Warszawskiej. Doktoryzował się w 1982 na Politechnice Świętokrzyskiej. Stopień doktora habilitowanego nauk technicznych w zakresie budowy i eksploatacji maszyn uzyskał w 1995 w Wojskowej Akademii Technicznej im. Jarosława Dąbrowskiego w Warszawie w oparciu o rozprawę Metoda modeli częściowych jako podstawa tworzenia komputerowych systemów analizy dynamiki złożonych układów mechanicznych (pojazdy samochodowe). Tytuł naukowy profesora nauk technicznych otrzymał 19 grudnia 2014.
Od 1980 związany z Politechniką Świętokrzyską. Obejmował kierownictwo Laboratorium Samochodów i Ciągników (1984–1988), Zakładu Pojazdów Samochodowych i Ciągników (1988–1991) oraz Katedry Pojazdów Samochodowych i Transportu. W latach 1996–2002 był prodziekanem ds. nauki i badań Wydziału Mechatroniki i Budowy Maszyn. W 2016 wybrany na dziekana tego wydziału.
W 1992 został członkiem Kieleckiego Towarzystwa Naukowego, w latach 2010–2015 pełnił funkcję jego prezesa.
Specjalizuje się w dynamice maszyn i pojazdach samochodowych. W latach 2003–2006 był wiceprzewodniczącym Zespołu Motoryzacji Komitetu Transportu PAN. Odznaczony m.in. Srebrnym Krzyżem Zasługi (2001).